# Trojansk asteroid
För andra betydelser, se Troja (olika betydelser).

Bilden visar de fem Lagrangepunkterna i ett tvåkroppssystem där den ena av kropparna har betydligt större massa än den andra (till exempel solen och jorden).

Trojanska asteroider är småplaneter som befinner sig före eller efter en planet i dennas bana, samlade vid de stabila Lagrangepunkterna L4 och L5. Man känner idag till fem planeter som har trojaner: Mars, Jupiter, Uranus, Neptunus och jorden. Även Saturnus månar Dione och Tethys har trojaner.
Den första observationen av en trojan gjordes av E. E. Barnard 1904, denna trojan tillhörde Jupiter. Per 7 december 2010 hade man upptäckt 4 trojaner till Mars, 7 trojaner till Neptunus, 2945 trojaner i Jupiters L4 och 1734 trojaner i Jupiters L5. Den största är Jupiters trojan 624 Hektor som mäter 370 × 195 km.
Jupiters trojanska asteroider var de första som upptäcktes, och de kallas vanligtvis Trojanerna.

## Mars trojaner
1990 upptäcktes en liten trojan i Mars librationspunkt L₅ som döptes till Eureka. Senare har man funnit tre till Marstrojaner varav en i L₄-punkten.

## Jordens trojan
Jordens första och enda kända trojan, 2010 TK7, upptäcktes i oktober 2010, och definierades som en trojan i juli 2011.

## Jupiters trojaner
Trojanerna är två grupper av asteroider i Jupiters omloppsbana vid dess lagrangepunkter, L4 som ligger 60 grader före, och L5 som ligger 60 grader efter planeten själv. Bara i L4 beräknas att det finns 160 000 objekt som är större än 1 km i diameter.

## Uranus trojaner
I augusti 2011 upptäcktes 2011 QF99 som den första trojanska asteroiden till Uranus. 2014 fann man ytterligare en trojan, 2014 XY49.

## Neptunus trojaner
Man har per februari 2012 upptäckt 12 trojanska asteroider till Neptunus, den första var 2001 QR322 i augusti 2001.